# Rhinoglena
Genre
Rhinoglena  est un genre de rotifères de la famille des Epiphanidae

## Liste d'espèces
Selon World Register of Marine Species (11 juillet 2020) :
- Rhinoglena fertoeensis (Varga, 1929)
- Rhinoglena frontalis Ehrenberg, 1853
- Rhinoglena kutikovae De Smet & Gibson, 2007